# Гипомнезия
Гипомнезия — патологическое ослабление памяти, которое проявляется в сложности в запоминании событий, дат, новых имен и лиц, а также характеризуется провалами в памяти.

## Характеристика заболевания
При легкой степени гипомнезии больной испытывает трудности в запоминании и воспроизведении новых имен, дат, событий, цифр, терминов. Нередко гипомнезия сопровождается анэкфорией, при которой пациент может воспроизвести информацию, но только при помощи подсказок.
Заболевание носит прогрессирующий характер и развивается в соответствии с законом Рибо-Джексона, когда информация теряется в обратном порядке от настоящего к прошлому, то есть носит обратно-пропорциональный характер.
Причинами гипомнезии, как правило, являются неврологические нарушения, наркомания, алкоголизм (острая или хроническая интоксикация), деменция, сосудистые заболевания головного мозга, атеросклероз, гипертензия, а также травматические атрофические процессы в головном мозге. Однако, гипомнезия может возникать и у здоровых людей вследствие переутомления и усталости.
Кроме того, гипомнезия может сформироваться в результате эмоциональных расстройств, например, при депрессии.

## Диагностика и лечение
Диагностику заболевания начинают прежде всего с опросов и психологических тестов. Также применяются инструментальные методы диагностики:
- Компьютерная томография
- Электроэнцефалография
- УЗИ головного мозга
- Общий анализ крови, мочи

При лечении гипомнезии прежде всего устраняют причину заболевания и когнитивные нарушения. В зависимости от основного заболевания, врачом может быть назначена нейропротективная или ноотропная терапия для защиты клеток головного мозга от гипоксии.
Для того, чтобы снизить риск возникновения и развития заболевания необходимо соблюдать общие рекомендации:
- Вести здоровый образ жизни
- Соблюдать режим труда и отдыха
- Правильное питание
- Пить достаточное количество чистой воды
- Отказаться от вредных привычек
- Нейтрализовать влияние стрессов и конфликтов.